# Fraunhofer (Einheit)
Das Fraunhofer, benannt nach dem deutschen Physiker Joseph von Fraunhofer, ist eine veraltete Einheit, die vor allem zur Bestimmung der Wellenlängenauflösung von Spektrallinien in der atomaren und molekularen Spektroskopie verwendet wurde.
Wenn die Breite einer Spektrallinie der Bandbreite von 10−6 im Zentrum dieser Linie entspricht, dann hat diese Linie eine Breite von 1 Fraunhofer.